# Titanic (film 1996)
Titanic (wym. ang. [taɪˈtænɪk]) – amerykański film telewizyjny z 1996 roku. Film ten opowiada o zdarzeniach, które miały miejsce w 1912 roku, podczas dziewiczego rejsu statku RMS Titanic, opowiadający historię kilkorga bohaterów, m.in. młodych kochanków, wyzwolonej damy i armatora „Titanica”.

## Obsada

### Postacie fikcyjne
| Postać            | Aktor                |
| ----------------- | -------------------- |
| Isabella Paradine | Catherine Zeta-Jones |
| Wynn Park         | Peter Gallagher      |
| Hazel Foley       | Eva Marie Saint      |
| Jamie Perse       | Mike Doyle           |
| Aase Ludvigsen    | Sonsee Neu           |
| Simon Doonan      | Tim Curry            |
| Billy Jack        | Eric Keenleyside     |

### Postacie autentyczne
| Postać                               | Aktor           |
| ------------------------------------ | --------------- |
| Kapitan Edward Smith                 | George C. Scott |
| Joseph Bruce Ismay                   | Roger Rees      |
| Margaret „Niezatapialna Molly” Brown | Marilu Henner   |
| Pierwszy oficer William Murdoch      | Malcolm Stewart |
| Drugi oficer Charles Lightoller      | Kevin McNulty   |
| Czwarty oficer Joseph Boxhall        | Gerard Plunkett |
| Piąty oficer Harold Lowe             | Kavan Smith     |